# 1036 غانيميد
1036 غانيميد (بالإنجليزية: 1036 Ganymed)‏ هو أكبر كويكبٍ قريب من الأرض معروفٍ حتى الآن، حيث يتراوح قطره من 32 إلى 34 كيلومترًا. اكتشفه الفلكي فالتر بادي في 23 أكتوبر سنة 1924. إن مداره حول الشمس معروف حاليًا على نحوٍ جيّد، حيث يمكن حساب اقترابه الكبير القادم من الأرض بأنه سيكون في سنة 2024، حيث سيعبر على مسافة 0.374097 وحدة فلكية (نحو 55,964,100 كيلومتر) من الكوكب. ينتمي كويكب 1036 غانيميد إلى مجموعة كويكبات آمور.

## الاسم
غانيميد هي التهجئة الألمانية لاسم غانيمادس، وهو أمير طروادي تحوَّل لإله، ونصَّبه زيوس - أب الآلهة - صابًا للشراب عند الآلهة الإغريق. حظي قمر كوكب المشتري المعروف بغانيميد باسمه نسبةً إلى الشخصية ذاتها.

## الخصائص الفيزيائية
بما أنَّ هذا الكويكب اكتشف في وقتٍ مبكّر نسبيًا، فإنَّ له تاريخ مراقبة طويلًا وغنيًا. في عام 1931، نشرت ورقة بحثيَّة عملت على قياس القدر المطلق لغانيميد وحدَّدته بنحو 9.24، وهو أسطع بقليلٍ من القدر المحدد حاليًا الذي يعادل 9.46. يعتبر غانيميد كويكب من النوع S ممَّا يعني أن انعكاسية سطحه عالية نسبيًا، وأن تركيبه الكيميائي يتألَّف بالدرجة الأولى من سليكات الحديد والمغنيسيوم، وتضع الدراسات الأكثر دقَّة غانيميد ضمن فئة S (VI) الطيفية الفرعيَّة، ممَّا يشير إلى غنى سطحه بمادة البيروكسين و- على ما يحتمل - المعادن (مع ذلك، لو كانت المعادن موجودةً ضمنه فإنها مخفيَّة تحت قشرته، وليست ظاهرة حاليًا في الطيف)..
أجريت في عام 1998 أرصاد راديوية لكويكب 1036 غانيميد باستعمال مرصد أرسيبو للحصول على صور للكويكب، أظهرت معظمها جسمًا شبه كروي غائمًا. في الوقت ذاته تقريبًا، أجريت دراسة للمنحنيات الضوئية لعدَّة كويكبات (وهو الاختلاف بالشدة الضوء القادم منها مع مرور الوقت)، إلا أنَّ المعلومات التي أخذتها عن غانيميد كانت محدودة بسبب رداءة الطَّقس. أظهرت الدراسة وجود تناسبٍ ضعيف بين المنحنيات الضوئية والقطبية، ممَّا صعب تحديد زاوية دورانه الذاتي. وبما أنَّ المنحنى القطبي يعتمد على تضاريس سطح الكويكب، فإنَّ ذلك يعني أن سطح الكويكب مستوٍ تقريبًا وقليل المعالم.
أظهرت أرصاد أكثر حداثة للمنحنى الضوئي في سنة 2007 أن مدة دوران الكويكب الذاتية هي نحو 10.314 ± 0.004 ساعة.